# 윈도우 7
윈도우 7(영어: Windows 7)은 마이크로소프트의 윈도우 계열 운영 체제이다. 주로 데스크톱, 노트북 컴퓨터, 태블릿 컴퓨터, 미디어 센터 PC를 비롯한 개인용 컴퓨터용으로 개발되었다. 윈도우 7은 미국 시간 기준으로 2009년 7월 22일에 컴퓨터 제조 회사에 출시되었으며 2009년 10월 22일에 6가지 에디션의 소매 버전으로 대중에게 출시되었다. 대중에게는 윈도우 비스타가 출시된 지 3년이 채 되지 않은 날 출시하였다. 윈도우 7의 서버용 버전은 윈도우 서버 2008 R2이며 같은 시기에 출시되었다. 윈도우 7은 32비트와 64비트로 개발되었으며 윈도우 서버 2008 R2는 64비트 버전만 출시되었다.
이전 버전인 윈도우 비스타에서는 새로운 기능이 많이 도입되었으나 이와 달리 윈도우 7은 윈도우 비스타에서 이루어 놓은 응용 프로그램 및 하드웨어 호환성을 개선함과 더불어 윈도우 계열의 중심적이고 점층적인 업그레이드에 집중하였다. 2008년에 마이크로소프트사가 개최한 발표회에서는 멀티터치 지원, 새로운 작업 표시줄(슈퍼 바), 다시 설계된 윈도우 셸, 홈 그룹으로 불리는 홈 네트워킹 체제, 그리고 성능 개선을 다루었다. 윈도우 일정, 윈도우 메일, 윈도우 무비 메이커, 윈도우 사진 갤러리와 같은 이전의 윈도우에 있었던 일부 응용 프로그램들은 그 기능들 대부분은 프리웨어로 공개된 윈도우 라이브 필수 패키지 제품군의 일부로 따로 제공하고 있다. 정식 버전의 빌드번호는 7600이고, 이전에 발표된 베타 버전보다 2,000개 이상의 보안 및 버그 패치 실시, 시각 인터페이스 향상 등 다양한 기능을 포함하였다고 한다.
한편, 윈도우 7 이후 출시된 차기 운영 체제는 NT 커널 기반의 윈도우 8이다.

## 코드네임
개발 초기에는 윈도우 블랙콤(Windows Blackcomb)이라는 코드네임으로 불렸으나, 2006년 1월부터는 코드네임 비엔나(Vienna)로 변경되었다.
마이크로소프트는 2007년 7월 셋째 주 올랜도에서 개최된 MS 세일즈 트레이닝 콘퍼런스에서 후속 모델 코드네임을 '7'(Seven)로 변경했다. 이 자리에서 3년 이내에 출시할 것을 공식 발표했다. 한편 비엔나의 코드네임이 '7'로 변경된 이유는 구체적으로 공개되지 않아 콘퍼런스에 참여한 이들은 혼란스러운 분위기였다. NT 계열의 운영 체제 XP(5.1), 비스타(6.0)에 이은 7 버전이라고 추측되었으나, 윈도우 7은 NT 6.1 커널을 사용한다.
2008년 10월 14일(대한민국 시간), 마이크로소프트의 윈도우 비스타 팀 블로그에서는 코드명 윈도우 7을 정식 명칭으로 사용하기로 했다고 발표했다. 이로써 윈도우 7은 코드명을 그대로 제품 명칭으로 사용하는 두 번째 사례가 되었다.(첫 번째는 윈도우 ME이다. 코드네임 밀레니엄을 그대로 사용하였다.)

## 개발

### 역사
2000년 가을에 윈도우 XP(2001년)와 서버 제품 윈도우 서버 2003(2003년), 그리고 2005년 하반기 출시로 블랙콤(Blackcomb)이라는 윈도우 버전에 앞서 계획되었다. (이를 휘슬러-블랙콤 프로젝트라고 일컫는다.) WinFS라는 이름의 고급 자료 기억 시스템과 자료 검색이 블랙콤을 위해 주된 기능으로 계획되었다. 이즈음, 빌 게이츠가 블랙콤에 대하여 언급한 기능은 "사용자가 입력한 문장을 인식하는 입력줄"이라고 언급하였다.
윈도우 XP 출시 이후 블랙콤 계획은 뒤로 미뤄졌으며, "롱혼"(Longhorn)이라는 코드 이름의 제품을 2년 앞선 2003년에 공개할 것이라고 선언하였다. 그러나 2003년 중반에 롱혼은 블랙콤에 추가할 기능 가운데 몇 가지, 이를테면 WinFS, 데스크톱 창 관리자, 닷넷 프레임워크 기반의 새로운 버전의 시스템 구성 요소를 도입하기로 되어 있었으나, 단기간 만에 바이러스 등을 통한 결함이 발견되자 마이크로소프트는 개발 우선 순위를 변경하였다. 이로써 롱혼의 주된 개발은 윈도우 XP와 윈도우 서버 2003을 위한 새로운 서비스 팩 개발이 되었으며, 이로 인해 개발된 서비스 팩 1, 서비스 팩 2, 서비스 팩 3은 새로운 보안 중심의 기능들이 추가되었다. 윈도우 비스타 개발은 운영 체제에 도입될 코드의 품질에 대한 걱정으로 말미암아 2004년 11월에 완전히 초기화되었다. 결국 롱혼에 추가될 WinFS, 차세대 보안 컴퓨팅 기반(NGSCB) 등의 다른 기능들은 준비되지 않았으며 윈도우 비스타나 윈도우 서버 2008에서 이러한 기능이 도입될 것으로 보이지 않았다.
블랙콤은 2006년 상반기에 비엔나로 이름이 변경되었다. 그러나 2007년 7월 20일 마이크로소프트사의 언급에 따르면, 윈도우 비스타의 차기 제품의 경우 윈도우 클라이언트 차세대 운영 체제의 내부 이름은 윈도우 7이며, 그 이름은 수개월 전부터 보고된 바 있다고 하였다. 윈도우 7에는 인터넷 익스플로러 8과 윈도우 미디어 플레이어 12가 기본 내장되어 있다.
하지만 블랙콤 프로젝트는 롱혼 프로젝트(윈도우 비스타)로 인하여 정상적으로 가동되지 않았다. 정상적으로 가동되기 시작한 건 윈도우 비스타 출시 직후였고, 빌드는 2008년 최초 유출되었다. (빌드 6519(윈도우6.1))

### 윈도우 7 출시 일정과 그 이후
- 8월 6일, 윈도우 7 RTM 버전이 MSDN 및 테크넷을 통해 배포되었다. 영문판만 제공되었다.
- 8월 14일, 윈도우 7 RTM 버전이 MSDN 및 테크넷을 통해 배포되었다. 이번에는 일본어, 독일어 등이 제공되었다.
- 8월 22일, 윈도우 7 RTM 버전이 MSDN 및 테크넷을 통해 배포되었다. 이번에 배포된 것은 기타 35개국 언어들이 공개되었으며, 한글판은 8월 29일에 공개되었다.[10] 한글판은 공개 후에 갑자기 목록에서 사라져서 휴지통의 속성 단축키 문제라는 이유와 불법복제 방지 등의 이유가 나돌았는데, 9월 3일에 완전히 일치하는 똑같은 버전이 다시 공개되었고,[11] 이는 데이터베이스의 몇몇 링크에서 다운로드 오류가 나서 수정이 필요했기 때문이라고 했다.[12][13]
- 9월 3일, 윈도우 7 엔터프라이즈 RTM 버전이 평가판으로 공개되었다.[14]
- 10월 22일, 윈도우 7이 전 세계에서 판매되기 시작한다. 공식 사이트에서 10월 22일부터 업데이트 파일을 다운로드할 수 있다.

또한 대한민국에서 윈도우 7 론칭파티가 개최되었다. 참석자들을 대상으로 영문판 윈도우 7 Ultimate Edition이 배포되었다.

### 목표
뉴스위크와의 인터뷰에서 빌 게이츠는 이 버전의 윈도우가 사용자 중심적일 것이라고 살며시 말을 던졌다. 빌 게이츠는 윈도우 7이 성능 개선에도 초점을 둘 것이라고 말하였다. 그 뒤에 스티븐 시노프스키는 엔지니어링 윈도우 7(Engineering Windows 7) 블로그에서 이 점을 보충하여 설명하였는데, 그는 효율적이지 않은 코드 경로를 찾아내고 성능 저하를 막으려고 운영 체제의 수많은 부분의 성능을 측정하는 다양한 새로운 추적 도구들을 마이크로소프트사가 사용하였다고 하였다.
회사의 상무인 빌 베그티(Bill Veghte)는 윈도우 7로 업그레이드하려는 윈도우 비스타 사용자들이 윈도우 XP에서 업그레이드할 때 마주쳤던 장치 호환성 문제를 겪지는 않을 것이라고 말하였다. 2008년 10월 16일에 윈도우 7에 대하여 언급한 마이크로소프트의 CEO 스티브 발머는 윈도우 비스타와 윈도우 7의 호환성을 증명하였는데 실제로 WDDM 1.1 등의 일부 드라이버를 제외하면 비스타와 같은 드라이버를 사용하며 비스타용 드라이버로도 정상적으로 작동한다. 윈도우 7은 윈도우 비스타의 잘 다듬어진 버전이 될 것이라고 이야기하였다.

## 기능

### 새로운 기능
윈도우 7에는 많은 기능이 추가되었다.
|  | - 터치 및 필기 인식 향상 - 가상 하드 디스크 지원 - 다중 코어 프로세서의 개선된 성능 - 개선된 시동 성능 - 다이렉트액세스 - 커널 개선 - 다른 제조업체의 다른 그래픽 카드를 여러 개 사용하는 시스템에 대한 지원 |  | - 새로운 버전의 윈도우 미디어 센터 - 개선된 미디어 기능 - 윈도우 탐색기에 포함되는 가젯 - 시작 메뉴와 작업 표시줄로부터 항목을 시각적으로 고정하고 고정을 해제하는 기능 - XPS 필수 패키지 (간단한 인쇄, 편집 기능) - 윈도우 파워셸 통합 스크립팅 환경 (ISE) - 단위 변환, 프로그래머용 모드, 통계용 모드를 더하고 재설계된 계산기 - XP 모드 |

제어판에는 다음과 같은 수많은 새로운 항목들이 추가되었다.
|  | - 클리어타입 텍스트 조정 - 디스플레이 색 보정 마법사 - 가젯 - 복구 |  | - 문제 해결 - 작업 공간 센터 - 위치 및 기타 센서 - 자격 증명 관리자 |  | - 생체 인식 장치 - 시스템 아이콘 - 관리 센터 - 디스플레이 |

컴퓨터의 보안과 유지를 아우르는 윈도우 관리 센터(Windows Action Center)는 제어판에 새로 추가된 기능은 아니며 기존의 윈도우 보안 센터로부터 이름이 바뀐 것이다. 윈도우 7의 사용자 계정 컨트롤의 기본 설정은 신뢰를 받고 있는 응용 프로그램을 통하여 상승된 권한을 가지고 신뢰 받지 않은 소프트웨어의 실행을 허용하는 데 대해 비판을 받아왔다. 마이크로소프트 윈도우의 커널 엔지니어 마크 러시노비치(Mark Russinovich)는 이러한 문제를 인정하였으나 새로운 설정에 의존하지 않는 다른 취약점이 있음을 내비치었다. 윈도우 7은 또, WIC를 사용하는 이미지 디코더를 추가함으로써 맥(Mac)과 같은 RAW 이미지 보기를 지원한다. 이를 통하여 RAW 이미지 미리 보기, 윈도우 탐색기의 메타데이터 표시, 윈도우 사진 뷰어와 윈도우 미디어 센터의 완전한 크기로 보기, 슬라이드쇼의 기능을 제공할 수 있게 되었다.
작업 표시줄에도 변화가 있다.
- 빠른 실행 도구 모음이 작업 버튼과 하나가 되어 작업 표시줄이 더 강화되었는데 마이크로소프트사는 이를 "슈퍼 바"(Superbar)로 부른다.
- 점프 목록이라는 새로운 기능을 제공함으로써 공통된 작업에 쉽게 접근할 수 있게 도와준다.[28]
- 작업 표시줄 버튼을 다른 위치로 옮길 수 있다.

스크린샷에서 에어로 픽(Aero Peek→엿보기)이라는 새로운 기능을 증명하기도 했다. 이 기능은 눈에 보이는 모든 창을 투명하게 만들어서 바탕 화면을 빠르게 볼 수 있게 하는 기능이다. 마이크로소프트의 한 대변인은 바탕 화면 위의 RSS 가젯을 참조하면서 "뉴스를 빠르게 보고자 하는 사용자들에게 유용할 것"이라고 언급하였다.
윈도우 에어로의 디자인이 바뀌었다. 투명도가 달라졌으며 윈도우 비스타와는 달리 창의 테두리와 작업 표시줄은 윈도우 에어로가 적용되는 동안 창을 최대화할 때 어둡게 바뀌지 않는다. 그 대신 윈도우 7에서는 창을 최대화할 때 에어로 투명도를 그대로 유지한다.
윈도우 7은 개발자들을 위해 SOAP 기반의 웹 서비스를 기계어로 작성하도록 지원하는 새로운 네트워킹 API(닷넷 기반의 WCF 웹 서비스와는 반대), 응용 프로그램 설치 시간을 줄이는 새로운 기능, 간소화된 사용자 계정 컨트롤(UAC) 확인 절차, 단순화된 설치 패키지 개발, 그리고 새로운 확장 언어 서비스 API를 통한 개선된 국제화 지원을 포함하고 있다.
WinHEC 2008에서 마이크로소프트는 30비트와 48비트의 색이 scRGB (HDMI 1.3이 xvYCC로 변환하고 출력할 수 있음)라는 넓은 색역과 더불어 윈도우 7에서 지원될 것이라고 발표하였다. 윈도우 7에 지원되는 이 비디오 모드들은 16비트 sRGB, 24비트 sRGB, 30비트 sRGB, 그리고 확장 색역 sRGB가 포함된 30비트, 그리고 48비트 scRGB이다. 마이크로소프트는 또한 솔리드 스테이트 드라이브에 대한 더 나은 지원을 검토하고 있으며 윈도우 7은 독자적으로 솔리드 스테이트 드라이브의 사용 여부를 알아낼 수 있을 것이다. 그 결과 윈도우 7은 SSD의 구조적 특징을 고려한 장치 인터페이스 명령어인 TRIM을 기본 지원한다.
윈도우 7에는 스페이드(Spades), 백개먼(Backgammon), 체커(Checkers)의 온라인 버전이 포함되어 있다. 또한 인터넷 익스플로러 8과 윈도우 미디어 플레이어 12도 포함되어 있다.
사용자들은 윈도우 비스타에서 할 수 있는 것보다 윈도우 구성 요소를 더 많이 사용하지 않도록 설정할 수 있다. 사용하지 않도록 설정할 수 있는 새로운 항목으로는 인터넷 익스플로러, 윈도우 미디어 플레이어, 윈도우 미디어 센터, 윈도우 검색, 그리고 윈도우 가젯 플랫폼이 있다. 윈도우 7은 13개의 추가적인 소리 구성표(델타, 도시, 라가, 문자, 붓글씨, 사바나, 소나타, 오후, 유산, 정원, 축제, 풍경, 황홀)가 있다. 윈도우 버추얼 PC로 새로 이름을 부여 받은 새로운 버전의 마이크로소프트 버추얼 PC는 윈도우 7 프로페셔널, 엔터프라이즈, 얼티밋 에디션용으로 사용할 수 있다. 이 프로그램을 통하여 윈도우 XP 모드를 비롯한 여러 개의 윈도우 환경을 한 대의 컴퓨터에서 사용할 수 있게 하며 기본적으로는 인텔 VT와 AMD-V가 필요하다. (다만 일부 패치를 통하여 이러한 CPU 제한을 풀 수 있기는 하다.) 윈도우 XP 모드는 가상 머신에서 윈도우 XP를 구동하여 윈도우 XP에서 실행 중인 응용 프로그램들을 윈도우 7 바탕 화면에 보이도록 만들어 준다. 그뿐 아니라 윈도우 7은 가상 하드 디스크 (VHD)를 일반 자료 기억 장치로 마운트할 수 있는 기능을 지원하며 윈도우 7의 부트로더는 윈도우 시스템을 VHD로부터 시동할 수 있다. 윈도우 7의 원격 데스크톱 프로토콜 (RDP)은 영상 재생 및 3차원 게임을 비롯한 실시간 멀티미디어 응용 프로그램의 지원을 강화하므로 원격 데스크톱 환경에서 다이렉트X 10을 이용할 수 있게 한다. 윈도우 비스타 스타터 에디션에 존재하였던, 응용 프로그램을 세 개만 실행할 수 있게 한 제한은 윈도우 7에는 해당되지 않는다.

### 없어진 기능
윈도우 7이 수많은 새로운 기능을 포함하고 있지만, 윈도우 비스타의 일부였던 수많은 기능들과 여러 프로그램들은 더 이상 존재하지 않거나 변경되었기에 일부 기능이 제거되는 결과를 낳게 되었다. 윈도우 비스타에 존재하지만 윈도우 7에서 없어진 기능은 다음과 같다.
- 몇 가지 시작 메뉴와 작업 표시줄 기능[44]:
  - 고전 시작 메뉴 사용자 인터페이스
  - 떠다니는 데스크밴드 (윈도우 비스타에서 많은 반대를 받았으나 이제 데스크밴드는 작업 표시줄에 고정시킬 수만 있다)
  - 윈도우 미디어 플레이어 미니 플레이어 (새로운 점프 목록 기능으로 대체)
  - 기본 인터넷 브라우저와 전자 메일 클라이언트 소프트웨어 프로그램을 기본적으로 시작 메뉴에 고정 (프로그램을 수동으로 고정시킬 수 있음)
- 윈도우 사진 갤러리, 윈도우 무비 메이커, 윈도우 메일, 윈도우 일정 (일부 기능이 제거된 개별 무료 온라인 윈도우 라이브 대응물을 사용하거나 다운로드받을 수 있게 하기 위함,하지만 마이크로소포트 홈페이지에서 다운로드 가능)
- 윈도우 디펜더의 소프트웨어 탐색기 기능[45]
- RSM (Removable Storage Manager)[46] (NT백업이나 NT백업 복원 도구와 같은 RSM에 의존하는 응용 프로그램들은 실행할 수 없음)
- 윈도우 미팅 스페이스
- 구슬 넣기 게임
- 마이크로소프트 에이전트 2.0 기술
- 윈도우 사이드바 (가젯은 남아 있고 바탕 화면에 자유롭게 놓을 수 있다)
- 윈도우 얼티밋 엑스트라

## 소비 형태와 반응

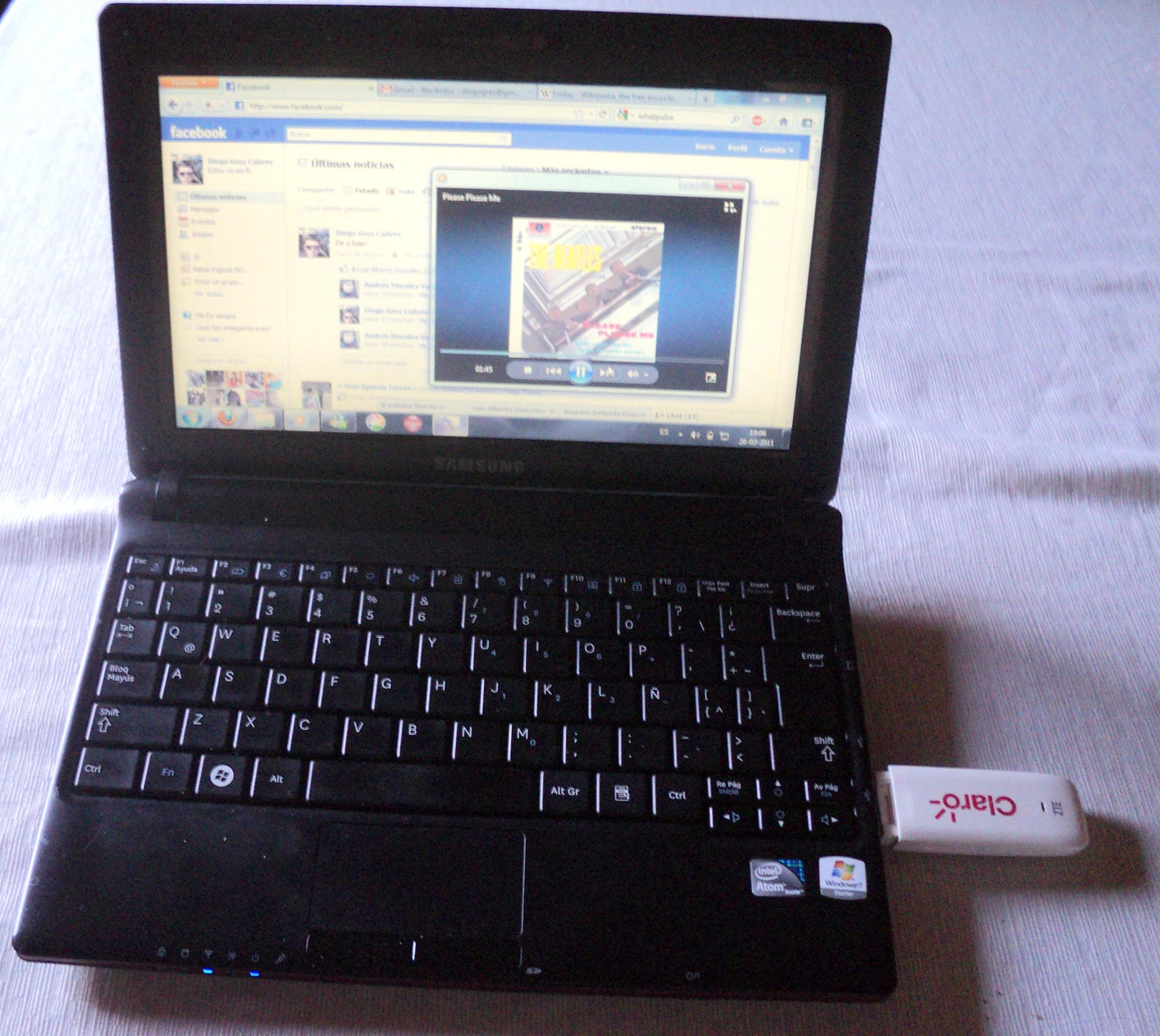
윈도우 7 홈 프리미엄을 구동하고 있는 삼성 N145 플러스 넷북.

2009년 7월에 Amazon.co.uk의 윈도우 7 선주문이 처음 17주나 걸렸던 윈도우 비스타의 수요를 단 8시간만에 압도하였다. 이는 이전 최고 기록이었던 7번째 해리 포터 책의 판매를 깨고 아마존 사상 유례 없는 선주문이 되었다. 36시간 뒤 64비트 버전의 윈도우 7 프로페셔널과 얼티밋 에디션이 일본에서 매진되었다. 출시한 지 2주가 되었을 때 시장 점유율이 애플의 맥 OS X 최신 운영 체제인 맥 OS X 스노 레퍼드의 점유율을 앞섰다고 발표하였다. 넷 애플리케이션스(Net Applications)에 따르면 윈도우 7은 3주도 채 안 되어 4%의 시장 점유율에 도달하였다고 하였다. 이와 비교하여 이전작인 윈도우 비스타가 그만큼 도달하는 데에 6개월 걸렸다. 2010년 3월 4일 마이크로소프트는 윈도우 7 라이선스를 90,000,000개 넘게 팔았다고 발표하였다. 2010년 4월 23일에 윈도우 7은 150,000,000개의 복사본이 팔려나갔는데 이는 1초에 7개의 복사본이 팔려나가게 되어 역사상 가장 빠른 운영 체제 판매를 기록하였다. 2010년 6월 윈도우 업데이트의 전 세계 데이터를 기반으로 보면 윈도우 7 PC의 46%가 윈도우 7 64비트 에디션을 사용하고 있다. NPD 그룹의 스티픈 베이커(Stephen Baker)에 따르면 미국에서 2010년 4월 동안 77%의 개인용 컴퓨터에 64비트 에디션의 윈도우 7이 설치되어 있었다고 한다. 2010년 7월 22일 기준으로 윈도우 7은 175,000,000장의 복사본이 팔려나갔다.
윈도우 7의 리뷰는 매우 긍정적인데 이전작 윈도우 비스타와 비교할 때 이용성에 찬사를 아끼지 않았다. CNET은 윈도우 7 홈 에디션 프리미엄에 다섯 별 중 4.5 별을 주면서 "(윈도우 7은) 비스타가 가져야 했던 것 이상을 가졌고 마이크로소프트가 가야할 곳이다."라고 언급하였다. PC 매거진은 5점 만점에 4점을 주면서 윈도우 7이 윈도우 비스타에 비해 호환성 문제가 거의 없고 도구 모음이 다시 편성되었으며 홈 네트워킹이 단순해졌고 시동 시간이 빨라지는 등의 "큰 개선"이 있었다고 설명하였다. 맥시멈 PC는 윈도우 7에 10점 만점에 9점을 주면서 윈도우 7을 이용성과 보안 면에서 "엄청난 도약"(massive leap forward)이라고 말하였으며
새로운 작업 표시줄에 대해서는 "들어간 것만으로도 값어치가 있다"(worth the price of admission alone)며 찬사를 보냈다. PC 월드는 윈도우 7을 윈도우 XP의 "훌륭한 후계자"(worthy successor)라고 부르면서 속도 벤치마크에서 윈도우 7은 윈도우 비스타보다 조금 더 빠르다고 언급하였다. 또, PC 월드는 윈도우 7을 올해(2009년)의 가장 좋은 제품 가운데 하나로 선정하였다. 윈도우 7 리뷰에서 엔가젯(Engadget)은 마이크로소프트가 "강력한 발걸음"(strong step forward)을 내딛었으며 속도가 특히 넷북 영역에서 윈도우 7의 주된 판매 포인트라고 언급하였다. 테크레이더는 별 다섯 개를 주면서 이제까지의 윈도우 가운데 최고의 버전으로 불렀다. 뉴욕 타임스, USA 투데이, 월 스트리트 저널, 텔레그레프 또한 윈도우 7을 호의적으로 바라보았다.
일부 비스타 얼티밋 사용자들은 윈도우 7의 가격과 업그레이드 옵션에 우려를 나타냈다. 윈도우 비스타를 윈도우 7으로 업그레이드하고 싶은 윈도우 비스타 얼티밋 사용자들은 윈도우 7 얼티밋으로 업그레이드하거나 새로 설치하기 위하여 219.99 달러를 내야 한다.

## 에디션
마이크로소프트에서는 윈도우 7을 여러 버전으로 나누어 판매하였다. 에디션이 낮을수록 저렴하면서 제한되는 기능이 있으며, 스타터의 경우 OEM 라이선싱으로만 판매했으며 경량화에 초점을 맞춘 에디션이다. 또한 볼륨라이선싱(기업용)으로 판매하였던 엔터프라이즈가 있으며, 모든 기능을 가진 버전은 얼티밋이다.
따라서, 대한민국에 보급되었던 윈도우 7의 종류는 모두 10개이다. (현재 패키지는 생산종료 및 판매단종됨)
한국어 버전은 뒤에 알파벳 'K'가 붙는다.
'K' 버전은 미디어 플레이어, 메신저 등등 기본 프로그램이 포함되어 있는 버전이다.
'KN' 버전은 미디어 플레이어, 메신저 등등 기본 프로그램이 빠진 버전이다.
그래서 'K' 버전과 'KN' 버전은 서로 다른 운영체제다.
- 윈도우 7 스타터 K (Starter K) (제조사에만 판매)
- 윈도우 7 스타터 KN (Starter KN) (제조사에만 판매)
- 윈도우 7 홈 베이직 K (Home Basic K) (정식 출시하지 않음 / 개발도상국용)
- 윈도우 7 홈 베이직 KN (Home Basic KN) (정식 출시하지 않음 / 개발도상국용)
- 윈도우 7 홈 프리미엄 K (Home Premium K)
- 윈도우 7 홈 프리미엄 KN (Home Premium KN)
- 윈도우 7 프로페셔널 K (Professional K)
- 윈도우 7 프로페셔널 KN (Professional KN)
- 윈도우 7 엔터프라이즈 K (Enterprise K) (볼륨 라이센스)
- 윈도우 7 엔터프라이즈 KN (Enterprise KN) (볼륨 라이센스)
- 윈도우 7 얼티밋 K (Ultimate K)
- 윈도우 7 얼티밋 KN (Ultimate KN)

더 많은 기능이 있는 윈도우 7 에디션으로 업그레이드하려는 사용자들은 윈도우 애니타임 업그레이드를 이용하여 업그레이드판을 구매하여 새로운 기능을 맛볼 수 있다.
마이크로소프트는 가정용으로 윈도우 7 홈 프리미엄을 제공하고 있는데 최대 세 대의 개인용 컴퓨터에 설치할 수 있게 하고 있다. 이 가정용 제품 비용은 미국 기준으로 259.99 달러이다. 처음 출시되고 몇 주 동안은 149.99 달러에 구매할 수도 있었다.

## 마케팅
윈도우 7에는 각기 다른 에디션을 이루며 개별적인 요구에 따라 시장이 형성되어 있다. 각 에디션(스타터, 홈 베이직, 홈 프리미엄, 프로페셔널, 엔터프라이즈, 얼티밋) 가운데 스타터 에디션은 저가 노트북용으로, 홈 베이직은 개발도상국용으로, 홈 프리미엄은 일반 가정 사용자용으로, 프로페셔널은 비즈니스용으로, 엔터프라이즈는 대기업 및 대형 비즈니스용으로, 얼티밋은 모든 기능을 필요로 하는 열정 있는 사용자들을 위해 개발되었다. 이에 따라 한국에서는 홈 베이직이 판매되는 것을 볼 수 없다. 윈도우 비스타가 스타터 에디션을 개발도상국에서의 마케팅에 이용한 것과는 반대이다.

### 무료 업그레이드 행사
2009년 6월 26일부터 윈도우 7 업그레이드 스티커를 부착한 윈도우 비스타 제품을 구매해 업그레이드 프로모션에 등록하면 윈도우 7 출시 후 무료로 업그레이드 혜택을 받을 수 있었다.

### 학생 프로모션
2009년 9월 18일 마이크로소프트는 윈도우 7의 학생 할인 혜택을 제공할 것이라고 언급하였다. 그 뒤 마이크로소프트에서는 학생을 대상으로 업그레이드 패키지 프로모션을 진행하였다. 미국과 영국에서 시행되었고 이와 비슷한 방식으로 캐나다, 호주, 한국, 멕시코, 프랑스, 인도에서도 시행되었다. .edu, ac.kr과 같은 유효한 학생 전자 우편 주소를 보유한 학생들은 윈도우 7 홈 프리미엄이나 프로페셔널을 30 달러의 가격에 신청할 수 있었다. 대한민국에서는 미화로는 49.95달러이며 한화로는 39,900원에 진행하였다. 2010년 1월 5일에 이 혜택의 제공은 종료되었으며 대한민국에서는 3월 1일자로 종료되었다.

## 하드웨어 요구 사항
마이크로소프트는 윈도우 7을 동작시키는 시스템의 최소 사양을 공개하였다. 32비트 버전의 요구 사양은 윈도우 비스타의 홈 프리미엄 에디션에 대한 권장 사양과 거의 비슷하지만 64비트 버전의 경우 윈도우 비스타의 프리미엄 에디션보다 요구 사양이 더 높은 편이다. 마이크로소프트는 사용자의 컴퓨터가 윈도우 7과 호환되는지 확인할 수 있도록 윈도우 7 업그레이드 관리자를 공개하였다.
| 구조          | 32비트                                                              | 64비트                                                              |
| 프로세서 속도 | 1 GHz 프로세서                                                      | 1 GHz 프로세서                                                      |
| 메모리 (램)   | 1 GB의 램                                                           | 2 GB의 램                                                           |
| 그래픽 카드   | 다이렉트X 9.0 호환 장치 (128MB의 그래픽 메모리, 윈도우 에어로 기준) | 다이렉트X 9.0 호환 장치 (128MB의 그래픽 메모리, 윈도우 에어로 기준) |
| HDD 남은 공간 | 16 GB의 사용 가능한 디스크 공간                                     | 20 GB의 사용 가능한 디스크 공간                                     |
| 광학 드라이브 | DVD 드라이브 (DVD/CD 매체로 설치할 때에만)                          | DVD 드라이브 (DVD/CD 매체로 설치할 때에만)                          |

추가로 그래픽의 경우 지포스 6 시리즈/라데온 HD 2000/I945G 내장 그래픽(GMA 950)이상이 되어야 제대로 사용이 가능하다.
일부 기능을 사용하기 위한 추가 요구 사항:
- 윈도우 XP 모드는 기본적으로는 1 기가바이트의 별도의 램과 15기가바이트의 하드 디스크 여유 공간, 그리고 인텔 VT, AMD-V를 허용하는 하드웨어 가상화를 뒷받침하는 프로세서를 요구한다. 그러나 2010년 3월 17일 마이크로소프트가 공개한 KB977206 패치를 통해 이 요구사항은 제거되었다.
- 윈도우 미디어 센터 (홈 프리미엄, 프로페셔널, 엔터프라이즈, 얼티밋에 들어 있음)는 텔레비전 방송을 수신하고 녹화하기 위한 TV 수신카드를 요구한다.

## 물리 메모리 제한
윈도우 7에서 사용할 수 있는 램의 최대 용량은 윈도우 버전이 어떠한지, 또 32비트 / 64비트 버전 여부에 따라 다르다. 다음 표는 지원되는 최대 물리 메모리의 양을 나타내고 있다:
| 버전                               | 32비트 윈도우의 제한 | 64비트 윈도우의 제한 |
| ---------------------------------- | -------------------- | -------------------- |
| 윈도우 7 얼티밋(Ultimate)          | 4 GB                 | 192 GB               |
| 윈도우 7 엔터프라이즈(Enterprise)  | 4 GB                 | 192 GB               |
| 윈도우 7 프로페셔널(Professional)  | 4 GB                 | 192 GB               |
| 윈도우 7 홈 프리미엄(Home Premium) | 4 GB                 | 16 GB                |
| 윈도우 7 홈 베이직(Home Basic)     | 4 GB                 | 8 GB                 |
| 윈도우 7 스타터(Starter)           | 2 GB                 | 제공되지 않음        |

## 멀티 코어 프로세서와 멀티 프로세서의 개수 제한
윈도우 7이 1개의 물리 프로세서에 지원하는 최대 코어의 수는 32비트의 경우 32개, 64비트의 경우 256개이다. 윈도우가 지원하는 물리 프로세서의 최대 개수는 프로페셔널, 엔터프라이즈, 얼티밋의 경우 2개, 스타터, 홈 베이직, 홈 프리미엄의 경우 1개이다.

## 서비스 팩

### 서비스 팩 1
2010년 4월에, 2010년 3월 27일자로 된 윈도우 7 서비스 팩 1 빌드가 유출되었다. 이 유출된 서비스 팩의 빌드 번호는 6.1.7601.16537.amd64fre.win7.100327-0053였으며 설치본은 이전 버전의 윈도우용 서비스 팩의 것보다 속도가 훨씬 빠른 것으로 보고되었다.
2010년 10월 26일에 윈도우 7 서비스팩 1의 정식 후보 버전이 공식 공개되었다.
2011년 2월 9일에 마이크로소프트는 공식적으로 윈도우 7과 윈도우 서버 2008 R2용 서비스 팩 1의 RTM 버전을 OEM 파트너에 공개하였다. 그 뒤 MSDN과 테크넷 구독자 및 볼륨 라이선스 고객들은 윈도우 7과 윈도우 서버 2008 R2 SP1을 내려받을 수 있게 되었다. 현재는 윈도우 7과 윈도우 서버 2008 R2 SP1을 마이크로소프트 다운로드 센터와 윈도우 업데이트를 통해 내려받을 수 있다. 버전 번호는 "6.1.7601.17514.101119-1850"이다.
2011년 2월 22일에 윈도우 7 서비스 팩 1 (SP1)이 정식으로 출시되었다. 마이크로소프트는 이 서비스 팩이 이전 버전의 윈도우, 특히 윈도우 비스타에서 출시해왔던 서비스 팩 보다 상당히 크기가 작을 것임을 시사하였다. 서비스 팩 1은 이미 윈도우 업데이트를 통하여 전달하였던 모든 패치와 핫픽스를 비롯하여 사소한 업데이트들을 포함할 것이며 USB 3.0 지원에 이어 블루투스 성능 개선, 또 차기 리모트 FX 기술을 이용하여 업데이트된 원격 데스크톱 클라이언트가 추가될 것으로 내다보았다.

### 서비스 팩 2
마이크로소프트는 윈도우 7 서비스 팩 2에 대해 제작 및 배포할 계획이 없다고 발표했다.

## 지원 종료
윈도우 7은 2012년 10월 26일, 그 뒤를 잇는 윈도우 8이 발표된 이후, 윈도우 7 RTM 버전의 지원이 2013년 4월 9일에 지원이 종료되었다. 윈도우 8 출시 당시에 대부분의 사용자들은 윈도우 7을 많이 사용하였기 때문에, 반드시 서비스팩 1로 업데이트 해야 한다. 그리고 윈도우 7의 일반지원은 2015년 1월 13일에 종료되었다. 2016년 10월 31일에 윈도우 7 패키지 공급이 윈도우 8.1과 동시에 종료 및 판매가 단종되었으며, 서비스팩 1 버전을 포함한 윈도우 7 연장지원은 2020년 1월 14일을 기해 윈도우 서버 2008, 윈도우 서버 2008 R2와 동시에 지원 종료되었다. 2023년 1월까지는 윈도우 7 유료 연장 지원이 가능 했으나 현재는 이것마저도 종료되었으므로 윈도우 10으로 교체하는 것이 더 좋다.

## 업그레이드 지원 중단
윈도우 7은 윈도우 XP에서 업그레이드를 할 수 없으므로 윈도우 비스타 이상이 필요하다.

### 유료 연장 지원
다만 프로페셔널, 엔터프라이즈 버전에 한해서 2023년 1월까지 유료로 연장 보안 업데이트 프로그램(Extended Security Update, ESU)을 통해 최대 3년간 추가 연장지원을 받을 수 있다. 윈도우 7 프로페셔널, 엔터프라이즈에서만 가능하며, Starter나 Home Basic, Home Premium버전은 해당되지 않으므로 연장이 불가능하다.
연장 보안 업데이트 할 때 꼭 기억해야 할 점은 연장할 때 1년마다 비용이 인상된다는 점이다. 왜냐하면, 보안 업데이트가 1년마다 누적되기 때문에 2년차 ESU만 구매 하고 싶다면 1년차와 2년차 비용 요금을 반드시 같이 지불해야 하며 3년차 ESU를 구매해야 한다면 1년차와 2년차, 3년차 까지의 비용을 전부 지불해야 한다.
하지만 지금은 이미 2023년 1월, 유료 연장 지원 마저 완전히 종료되었으므로 윈도우 10이나 윈도우 11로 교체하는 것이 더 바람직하다.

## 같이 보기
- 마이크로소프트 윈도우의 역사
- 마이크로소프트 시큐리티 에센셜
- 윈도우 서버 2008 R2
- 윈도우 비스타
- 윈도우 8
- 윈도우 8.1
- 윈도우 10